# Árkádia a művészetekben és az élet egyéb területein
Az eredetileg Vergilius költészetére visszavezethető idilli Árkádia kép a reneszánsztól először a költészetben és festészetben jelent meg újra. Miközben az idill helyszíne egyre inkább kiterjedt, és általánosabb aranykor idill része lett, az Árkádia név a művészetek, az élet egyéb területén is megjelent.

## Zene
- Händel  1744-es Semele című operában Jupiter szárnyas zefírket küld, hogy hozzák el Szemelé nővérét, Inót, és ezt énekli:

„Most pedig változzon a szín Árkádiává,
Boldog nimfák és pásztorfiúk lakhelyévé.”
Fordította: Moldován Márton
- Gilbert és Sullivan 1882-es Iolanthe című operettjükben a férfi romantikus főszerepet, Strephont „arkádiai pásztorként” nevezik meg.

- Demis Roussosnak 1973-as Lovely Lady of Arcadia című dala.

- A Sonic Youth együttes korai formációjának neve Arcadians volt.

- Al Stewart, a skót népdalénekes 1978-as Time Passages című albumán szerepel egy dal Timeless Skies címmel, amelyben az időtlen Árkádiáról („Timeless Arcadian Skies”) énekelt.

- Az Arcadia egy projekt zenekar volt, amelyet az 1980-as évek népszerű popzenekara, a Duran Duran hozott létre  1985-ben. A Duran Duran tagjai, Simon LeBon, Nick Rhodes és Roger Taylor voltak a tagja. A névválasztás az Árkádia körüli misztikumra, rejtélyek és szimbolikus titokzatosságra épült.

- Az a mitikus világ, amely az Asia rockzenekar borítóin jelent meg – különös tekintettel az Alpha (1983) és az Astra (1985) című albumokra – szintén az Árkádia utópiát idézik. Az Astra album eredeti címe is Arcadia lett volna, azonban a fentebb említett projekt zenekar nem sokkal korábban ezen a néven kezdte meg működését, ezért döntöttek más cím választása mellett.

- Az angol kísérleti rock csoport, a Psychic TV 1988-as Allegory and Self című nagylemezén található a Just Like Arcadia (’Mint Árkádia’) című daluk.

- Az amerikai Gabriel & Dresden elektronikus zenei duó egyik 2004-ben megjelent dalának címe Arcadia.

- A Sound Horizon japán zenekar 2008-as Moira című mesealbuma Árkádiában játszódik, az egyik főszereplő pedig „Árkádia első hercege”, Leontius.

- A Marianas Trench 2009-es Arcadia című dalában említik Árkádiát ami egy „érintetlen, harmonikus vadon” (unspoiled, harmonious wilderness).

- Arcady a címe Pete Doherty, a The Libertines énekesének első, 2009-es Grace/Wastelands című szólóalbuma nyitó számának.

- Az Avantasia 2010-es Angel of Babylon (Babilon angyala) albumán szerepel Journey to Arcadia (’Utazás Árkádiába’) című daluk, amely Árkádiát csodálatos és rejtélyekkel teli mitikus helyként mutatja be.

- Yves V 2012-es Arkadia című dala.

- A The Kite String Tangle 2014-es Vessel című EP-jén az Arcadia című dal „egy elérhetetlen ideálról szól, amelyet  bizonyos helyzetekben mindannyian megalkotunk”.

- A Babymetal 2019-es Metal Galaxy című albumának Arcadia című dala a helyet az ígéret földjeként írja le.

## Színdarab
Tom Stoppard: Árkádia (Arcadia) című 1993-as színműve

## Film
- A katona (Soldier) című 1998-as brit-amerikai sci-fi nagyrészt az Arcadia 234 nevű hulladéklerakó bolygón játszódik.

- A Skorpiókirály című 2002-es filmben a címszereplő Mathayus Árkádiából származik.

- A 300 című filmben egy árkádiai csoport csatlakozik Leónidaszhoz, hogy segítsenek neki a perzsák elleni harcban.[3]

- A Kaptár – Túlvilág (Resident Evil: Afterlife) című 2010-es filmben az Arcadia egy teherhajó, biztonságos, vírusmentes menedékhely.

- A Jurassic World: Bukott birodalom (Jurassic World: Fallen Kingdom) című 2018-as filmben Arcadia a sziget neve, ahová  a dinoszauruszokat hajóval telepítenék át.

## Tévéfilm, filmsorozat
- Árkádia területe a görög állami televízió (ERT) számos programjában szerepelt, köztük dokumentumfilmekben például a Megalopoli bányáról vagy a Ladon-tóról.

- Alfa holdbázis (Space: 1999, 23. Árkádia hagyatéka című epizód) tévésorozat epizódjában Arkadia egy bolygó, ahonnan az élet a Földre érkezett.

- Az elsüllyedt világok (Les Mondes engloutis) francia televíziós rajzfilmsorozatban (1985-1987) egy hatalmas földrengés következtében Árkádia a föld alá került, és lakói azóta a föld alatt élnek.

- A The Legend of Zelda (’Zelda legendája’) című 1989-es animációs sorozat harmadik epizódjában amikor Facade herceg bemutatkozik Zelda hercegnőnek megemlíti, hogy az Árkádia nevű királyságból származik.

- A Trigun című 1998-tól bemutatott japán anime sorozat tizennegyedik, Little Arcadia (’Kis Árkádia’) című epizódjában egy kis erdő neve, amelyet egy idős párnak sikerült kialakítania a sivatagban.

- Az X-akták Árkádia (Arcadia) című epizódjában (6S13E) egy idillinek tűnő lakópark neve.

- A 2003–2005 között bemutatott Isteni sugallat (Joan of Arcadia) című tévésorozat egy képzeletbeli Arcadia-ban, Marylandben játszódik és egy tizenéves lány története, aki kommunikál Istennel és végrehajtja a kapott feladatokat.

- A Ki vagy, doki? (Doctor Who) 2006-os Doomsday című epizódjában a Doktor megemlíti, hogy ott volt Arcadia bukásánál, ahol Arcadiát az időháborúban lehetséges stratégiai jelentőségű, meghatározatlan területnek tekintették, majd később, az 50., kerek sorszámú Az orvos napja (The Day of the Doctor) című epizódjában kiderült, hogy Arcadia a Gallifrey bolygó egyik városa, a Doktor saját faja, az Időurak hazája.

- Az Így jártam anyátokkal című sorozat hatodik évadában játszik fontos szerepet egy Arcadian nevű, szebb napokat is látott, de azóta erősen lerobbant szálloda, amelyet egy új felhőkarcoló építéséhez le kellene bontani. Az Arcadian állítólag valamikor egy kiváló szálloda volt, de a nehéz időkben hanyatlásnak indult.

- The Idolmaster című anime sorozat egyik karaktere, Chihaya Kisaragi dalának a címe „Arcadia”, amelynek szövegében az szerepel, hogy „én Árkádiára fogok törekedni”. A dalt Asami Imai, a karakter hangja, szinkronszínésznő énekli.

- Guillermo del Toro 2016-től a Netflix számára készítette el a Tales of Arcadia című számítógépes-animációs fantasysorozat trilógiát, amely Árkádia területén játszódik. (Trollvadászok (Trollhunters: Tales of Arcadia) (2018–2019), 3Below: Tales of Arcadia (2016–2018) és Wizards: Tales of Arcadia (2020)).

- A visszatérők (eredeti cím: The 100 / The Hundred) című posztapokaliptikus amerikai televíziós sorozatban Arkadia, korábban Camp Jaha a Sky People település/bázis neve.

## Játékok
- A Dungeons & Dragons játékban Arcadia békés birodalma vagy röviden Arcadia egy törvényes semleges/törvényes jó   létezési sík, a tökéletes rend birodalma, ahol mindenki harmóniában él.

- Az 1988-as The Battle of Olympus (’Az olümposzi háború’) című videojátékban Arcadia a játék kiindulópontja.

- A Fire Emblem (’Tűz Embléma’) című taktikai RPG franchiseban Arcadia egy rejtett oázisban megbúvó sivatagi kisváros, ahol az emberek és a sárkányok békében élnek. Ezt a paradicsomi várost a két legendás Bölcs, Athos és Nergal varázslata hozta létre.

- A Changeling: The Dreaming című 1995-ös asztali szerepjátékban Arcadia a tündérek őshazája az Álom mélyén.

- Az Achaea 1997-es, Dreams of Divine Lands című szövegalapú multi-user dungeon (MUD) szerepjátékában Arcadia a szárnyas emberek fajának, az ataviánok hazája.

- Arcadia az 1999-es The Longest Journey című számítógépes játékban és annak 2006-os folytatásában, a Dreamfallban egy ikervilág két tagjának egyike.

- A 2000-ben megjelent Skies of Arcadia című játékban Arcadia egy kopár bolygó, amelynek főként a légköre lakott: a bolygó körül keringő hat különböző színű hold alatt nagy lebegő szigetek rendszerén.

- A Mega Man Zero játéksorozatban (Neo) Arcadia az utópisztikus város, ahol az emberek látszólagos békében élnek a reploidokkal.

- Az Armored Core 3-ban Arcadia a neve az egyik Armored Core-nak (AC Arcadia).

- Arcadia a címe a japán Earthmind együttes által előadott egyik dalnak, amely a Fate/stay night (Realta Nua) című játék (PlayStation Vita és más platformokon) több részében is használnak kezdő témaként (Saber's Route).

- A PlayStation 2-re kiadott Dragon Quest VIII játékban szerepel egy Arcadia nevű város.

- A szintén PlayStation 2-n megjelent Final Fantasy XII videojátékban egy Architaria néven ismert militarista birodalom szerepel.

- A 2007-es BioShock videojátékban Arcadia a Rapture nevű víz alatti városnak az a területe, ahol a fák és növények nőnek, és amelyet Julie Langford biológus igazgat. Létfontosságú terület, ahol az oxigént termelik az egész város számára és üdülőparadicsomként működik.

- A Metal Gear Online című játékban Arcadia egy glitcher neve.

- A Penny Arcade Adventures: On the Rain-Slick Precipice of Darkness című videojátékban a játék helyszínei állítólag New Arcadia városán belül találhatók.

- A 2008-as Rise of the Argonauts című videojátékban Arcadia volt az összes kentaur eredeti hazája, amelyet fajuk ősapjának, Hermésznek szenteltek.

- A Call of Duty: Modern Warfare 2 című 2009-ben megjelent játékban Arcadia egy Északkelet-Virginiában[4] található külváros, amelyet a játékosnak ki kell ürítenie, evakuálnia a civileket és a kulcsembereket az Exodus szinten.

- A Halo Wars című valós idejű stratégiai játékban Arcadia egy civil világ, amelyet a Covenant nevű idegen faj támad.

- A Pathfinder Roleplaying Game szerepjátékban egy Amerikához hasonló kontinenst hívnak Árkádiának.

- A Life Is Strange című 2015-ös videojátékban Arcadia Bay az a város, amelyben a történet játszódik.

- A Changeling: the Lost című 2007-es kiadású asztali szerepjátékban Arcadia a korábbi, 1995-ös Changeling: The Dreaming című játékban megismert módon a tündérek őshazája.

- Az Assassin’s Creed Odyssey 2018-ban kiadott videojáték i. e. 431-ben a Peloponnészoszi háború idején játszódik, és Árkádia a történelemnek megfelelően az ókori Görögország egyik régiója. A játékos választhat hogy az athéniak vagy spártaiak oldalán harcol.

## Keresztnevek
- Árkádia nevéből származik az Arkadios/Arcadius görög illetve latin név (például Arcadius bizánci császár, Antiochia Arkadiosz grammatikus vagy II. Arkadiosz ciprusi pátriárka neve). A görögből az orosz, az ukrán és más szláv nyelveket beszélő népek vették át, ahol gyakori férfinév lett az Arkagyij keresztnév.

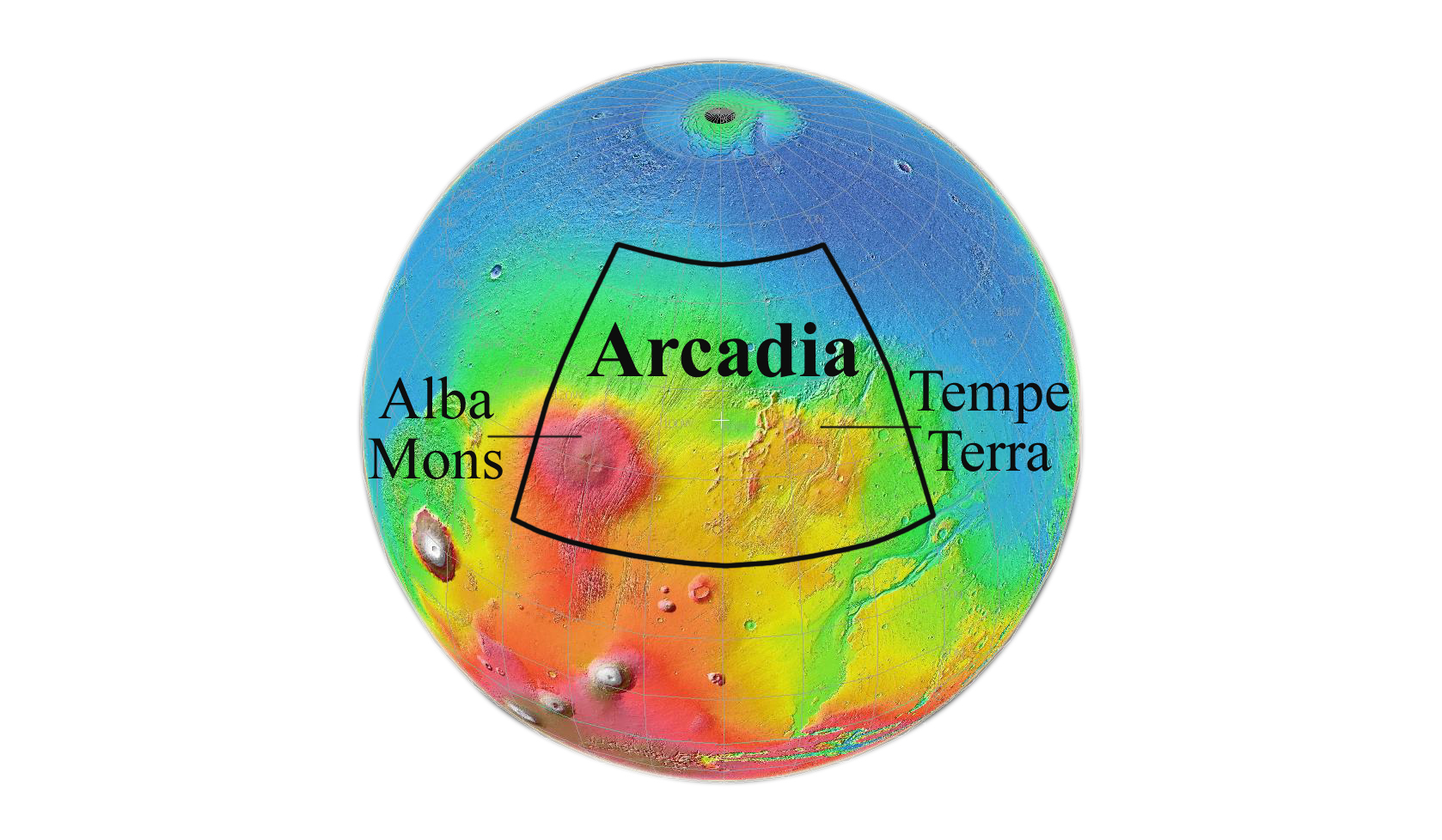
A Mars Árkádiáról elnevezett területe

## Csillagászat, űrkutatás
- 1882-ben Giovanni Schiaparelli olasz csillagász egy marsi síkságot nevezett el friss lávafolyásokkal és amazóniai[5] vulkáni folyamokkal az Arcadia Planitia névvel.

## Intézmények, egyéb
A kapcsolódó kellemes képzetek miatt ez az idealizált Árkádia jelenik meg máig a kultúra, tudomány, az élet egyéb területein is.
- Római Árkádia Tudóstársaság (=Árkádia Akadémia??)
- Ars Publica (Árkádia) Művészeti Társaság
- Nagyváradi Árkádia Ifjúsági és Gyermekszínház
- Árkádia Gyermekszínház
- Árkádia Bábszínház
- Árkádia Üzletközpont
- Árkádia Kiadóház
- Árkádia magazin
- Árkádia Rádió Makón (2003–2014)
- Árkádia Fényeinek Spirituális Egyháza (2005–)

## Fordítás
- Ez a szócikk részben vagy egészben  az   Arcadia in the arts and popular culture című angol Wikipédia-szócikk ezen változatának fordításán alapul.  Az eredeti cikk szerkesztőit annak laptörténete sorolja fel. Ez a jelzés csupán a megfogalmazás eredetét és a szerzői jogokat jelzi, nem szolgál a cikkben szereplő információk forrásmegjelöléseként.